# Joachim Rumstadt
Joachim Rumstadt (* 5. September 1965 in Essen) ist ein deutscher Manager.

## Leben
Joachim Rumstadt studierte Rechtswissenschaften an der Ruprecht-Karls-Universität Heidelberg. Nach zweijähriger Referendarzeit wurde er Referent für internationales, Völker- und Europa-Recht am Forschungsinstitut der Deutschen Hochschule für Verwaltungswissenschaften Speyer (DHV). 1997 trat er als Justitiar in den Dienst der Steag AG in Essen. Er war Leiter des Vorstandsbüros, später Leiter der Abteilung Risk Management. 2007 wurde Rumstadt in die Geschäftsleitung der Evonik Steag GmbH berufen. 2009 erfolgte die Bestellung zum Vorsitzenden der Geschäftsführung des fünftgrößten deutschen Stromerzeugers Evonik Steag GmbH, die 2011 zur STEAG GmbH umfirmierte. Ende 2021 schied er aus dem Unternehmen aus. Er war unter anderem Vorsitzender des Aufsichtsrates der STEAG New Energies GmbH, Saarbrücken, und vertrat das Unternehmen in diversen Verbänden. Von 2005 bis 2014 war er im Aufsichtsrat der STEAG Power Saar GmbH in Saarbrücken, zuletzt als Vorsitzender, und von 2009 bis 2014 Mitglied im Aufsichtsrat der RAG Aktiengesellschaft.
Seit 1986 ist er Mitglied der katholischen Studentenverbindung KDStV Arminia Heidelberg.